# Herb Wellington
Herb Wellington – herb stolicy Nowej Zelandii, Wellington. 
Herb przedstawia lwa, strusia i rybę walczących o tarczę, której wygląd jest związany z herbem Hrabiów Wellington. Złoty krzyż i pięć srebrnych kropek pochodzi z herbu rodu Wellesleyów (Arthur Wellesley był pierwszym Hrabią Wellington). Od czasu, gdy Wellington jest stolicą Nowej Zelandii, herb zawiera również symbole narodowe: statek, sukmanę oraz róg. Zwierzęta widoczne w herbie to brytyjski lew i moa.

## Historia
Herb zatwierdzono w 1878 r., jednak nigdy nie zrobiono tego oficjalnie, mimo że zatwierdzenie od rządu brytyjskiego nadeszło 6 czerwca 1961 r.

## Znaczenie
Na znak, że Wellington jest najważniejszym miastem Nowej Zelandii, w herbie widnieje delfin (symbol morza) i korona (symbol przodownictwa na lądzie). Napis suprema a situ oznacza "Przodownictwo (zwycięstwo) przez pozycję".